# Sjöslaget vid Korpoström
Sjöslaget vid Korpoström var ett slag under Hattarnas ryska krig. Slaget stod mellan svenska och ryska styrkor den 20 maj 1743 vid Korpoström.

## Bakgrund
Viceamiralen Abraham Falkengréen anslöt med 28 galärer och 3 skottpråmar till general Gotthard Wilhelm Marcks von Würtenbergs läger på Åland. Vid samma tid ryckte Keith och hans 21 ryska galärer fram genom Åboland till Korpoström. Där hade ryssarna på bergshöjderna samt på en udde på Korpo uppfört starka batterier.

## Slaget
Klockan 3 på eftermiddagen attackerade svenskarna, och drog sig tillbaka efter betydande förluster klockan 8. Ryssarnas starka försvarsposition fällde avgörandet för striden. Deltagande svenska fartyg var bland andra: skottpråmen Hercules, galärerna Cronhielm, Ormen, Töva Litet. Den svenska galären Stören erövrade en rysk galär. Under mer än ett halvsekel efter detta slag ansågs Korpoström som ett strategisk viktigt sund att försvara i krigstid.